# Andrea Scacciati
Andrea Scacciati né le 12 août 1644 à Florence en Toscane, mort le 6 juin 1710 dans cette même ville, est un peintre italien baroque actif à la fin du XVIIe et au début du XVIIIe siècle.

## Biographie
Élève de Mario Balassi et Lorenzo Lippi, Andrea Scacciati s'est spécialisé dans les peintures de fleurs. Peintre de la grande-duchesse Vittoria della Rovere, il réalisa en collaboration avec Bartolomeo Bimbi, sur commande des Médicis, de nombreux tableaux sur des thèmes végétaux et animaux.
Ses tableaux sont mentionnés dans les inventaires de Poggio Imperiale. Côme III en hérita et les installa dans le pavillon de la Topaia et la Villa de l'Ambrogiana. Ses bouquets (environ douze dans les galeries florentines) se distinguent de ceux de Bimbi par des tons plus sombres et ombrés, des couleurs plus voyantes et bariolées et la présence de vases baroques.
Il eut pour élève son fils Pietro Neri Scacciati, peintre animalier qui reçut lui aussi des commandes pour la Villa de l'Ambrogiana qu'il traite avec un esprit sarcastique et une verve humoristique.

## Œuvres
- Vase avec boules de neige, roses et tulipes, huile sur toile, 101 × 78 cm, palais Pitti, dépôts. faisait partie des collections de Côme III de Médicis à la Villa de Castello[4]
- Autoportrait, XVIIe siècle, peinture à l'huile sur toile, Musée des Offices[5].

## Sources
- IMSS - Piazza dei Giudici 1, 50122 Florence, Italie.
- Notices d'autorité :   - VIAF
  - ISNI
  - IdRef
  - LCCN
  - GND
  - Catalogne
  - WorldCat
- Ressources relatives aux beaux-arts :   - AGORHA
  - Bénézit
  - MutualArt
  - Nationalmuseum
  - RKDartists
  - Union List of Artist Names